# Torsk på Tallinn
Torsk på Tallinn – en liten film om ensamhet är en svensk TV-film från 1999 av Killinggänget, regisserad av Tomas Alfredson. 

## Handling
Några svenska män deltar i en gruppresa till Tallinn anordnad av en kontaktförmedling, för att hitta kärlekspartner. Resenärerna utgörs av den försagde dansbandsentusiasten Roland Järverup från Karlskoga, Jan Banan och Slobodan, två skojfriska raggningskonstnärer från Skövde som tröttnat på de lokala kvinnorna, den asociale överliggaren Magnus Ronell, renhållningsentreprenören Lennart Sundström som bor med sin åldriga mor i Vännäs, och ett antal andra män. Resan leds av Percy Nilegård och bussen körs av Lasse Kongo, en svårt alkoholiserad man som talar obegripligt grötig dialekt. För många av deltagarna slutar inte resan riktigt som planerat.

## Om filmen
Filmen premiärvisades i SVT 1 den 22 april 1999 och är ett exempel på en fiktiv dokumentärfilm. Begreppet Kongo lär vara slang från 1960-talets Stockholm och innebära att någon är tjurig och vresig[källa behövs], vilket stämmer mycket väl in på Gustafssons rollfigur. 
Delar av filmen är inspelad i den nästan avfolkade hamnstaden Paldiski i Estland, ett par mil väster om Tallinn. Kvällen då männen får möta de estniska kvinnorna är dock inspelad i Folkets hus i Spånga i västra Stockholm.
Filmen finns även utgiven på DVD, bland annat i "Collector's edition" med 37 minuter bortklippta scener.

## Rollista
- Robert Gustafsson - Roland Järverup/Micke "Jan Banan"/Lasse Kongo
- Johan Rheborg - Magnus Ronell/Percy Nilegård
- Jonas Inde - Lennart Sundström
- Tõnu Kark - Lembit Metsik
- Merle Palmiste
- Karolina Palutko
- Lena Söderblom - Lennarts mor
- Tiina Tauraite
- Johan Tillenius